# Saab 105
Il Saab 105 è un addestratore intermedio a getto, progettato e costruito dall'azienda aeronautica svedese Saab a partire dalla seconda metà degli sessanta. È caratterizzato da un'ala alta, impennaggi "a T" ed abitacolo a 2 posti affiancati.

## Storia del progetto

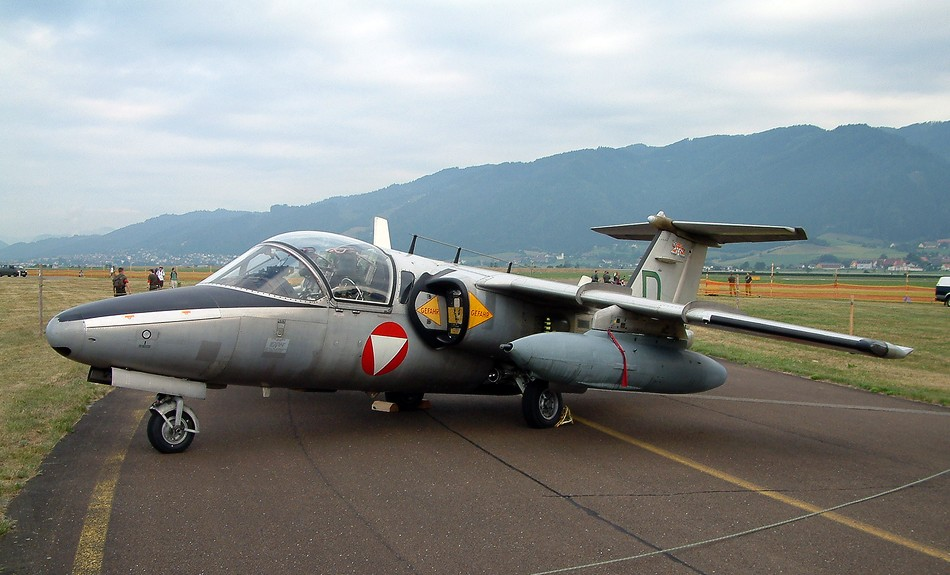
Un Saab 105 della Österreichische Luftstreitkräfte all'Airpower 2005 Air Show di Zeltweg (Austria).

Il progetto del Saab 105 iniziò per iniziativa propria della Saab, che intendeva ampliare la propria gamma di prodotti con un aereo adatto sia al mercato civile che a quello militare.
I primi studi risalgono al 1959, mentre il primo volo del prototipo ebbe luogo solamente a distanza di 4 anni (29 giugno 1963); la lunghezza di questo periodo di gestazione fu determinata prevalentemente dalla scelta dell'unità motrice: in sostanza il reperimento di motori sufficientemente potenti ma, allo stesso tempo, di dimensioni contenute costituì un ostacolo più ostico di quanto previsto.
La scelta del motore cadde, finalmente, sulla turboventola francese Turbomeca Aubisque capace di produrre una forza di 7,3 kN a fronte di un peso (a secco) di soli 250 kg circa, prodotto su licenza dalla Volvo Aero con la denominazione di RM9.
Il velivolo venne quindi sottoposto ad una intensa fase valutativa da parte della Svenska Flygvapnet che, all'inizio del 1964, decise di avanzare un ordinativo di 130 esemplari (che in un secondo tempo venne ampliato a 150), designandolo Sk60 (da Skolflygplan, formatore in lingua svedese). Il primo esemplare di serie, volò il 25 agosto 1965.
Nel tempo gli esemplari prodotti vennero sottoposti a modifiche (in alcuni casi anche sostanziali) che diedero origine a diverse varianti produttive; un'apposita versione venne realizzata per l'aeronautica militare austriaca (Österreichische Luftstreitkräfte) che ne acquistò 40 esemplari.

## Tecnica

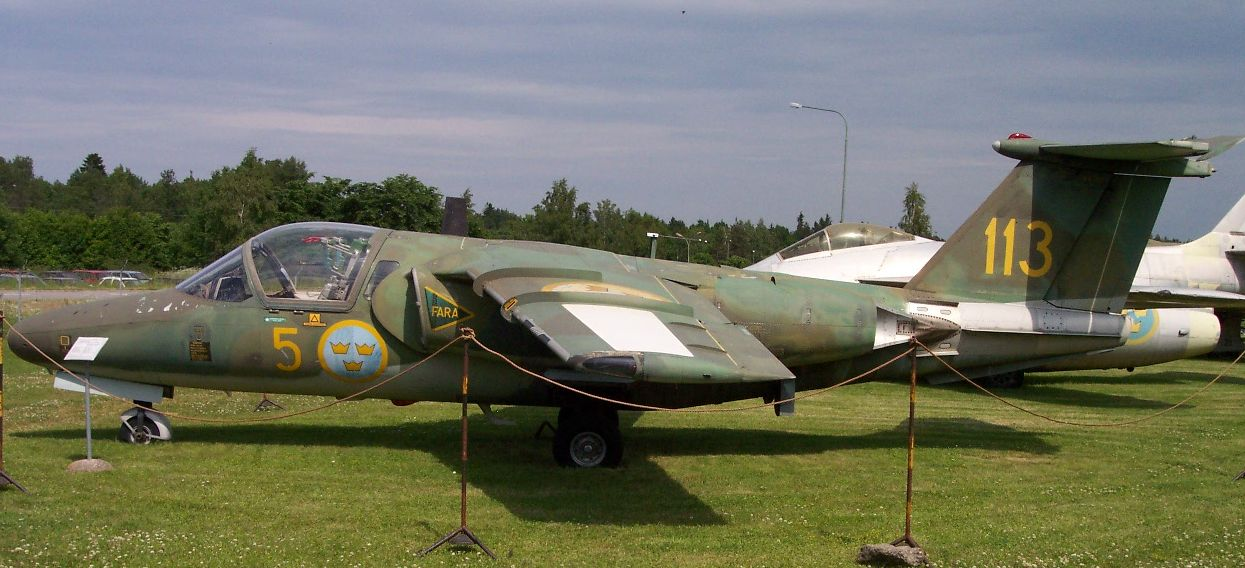
Uno Sk 60A della Svenska Flygvapnet.

Il Saab 105 si configura come monoplano ad ala alta (dal caratteristico diedro sensibilmente negativo) e impennaggi a T; il carrello d'atterraggio è di tipo triciclo anteriore.
La cabina di pilotaggio ospita l'istruttore e l'allievo in sedili affiancati sotto un'ampia vetratura. Originariamente i seggiolini erano di tipo eiettabile, ma le versioni sviluppate successivamente con 4 posti hanno i sedili fissi.
I motori trovano sistemazione ai lati della fusoliera: le prese d'aria sono sistemate sotto l'ala (in corrispondenza della radice, direttamente al bordo d'attacco) e gli ugelli di scarico sono posizionati immediatamente davanti al tronco di coda, che sorregge gli impennaggi.
Per la propulsione venne inizialmente impiegata una coppia di Turbomeca Aubisque; negli anni novanta uno dei programmi di aggiornamento della cellula portò alla sostituzione dei propulsori originali con più moderne turboventola Williams FJ44 (anche in questo caso prodotta su licenza dalla Volvo, con la designazione di RM15), che sviluppavano una forza pari a 8,45 kN. L'aeronautica austriaca per i propri velivoli optò per il turbogetto General Electric J85 (in grado di sviluppare 12,7 kN di forza).
Originariamente, essendo destinato a compiti di addestramento, il Saab 105 non prevedeva armamenti; le modifiche apportate nel tempo, per consentire l'impiego del velivolo in compiti (almeno secondari) di attacco al suolo, incorporarono l'installazione di sei punti d'attacco subalari che permettevano il trasporto di carichi per un massimo di 2 000 kg. I carichi trasportabili potevano essere POD con cannoni da 30 mm, bombe, razzi o missili (sia aria-superficie che aria-aria).

## Impiego operativo

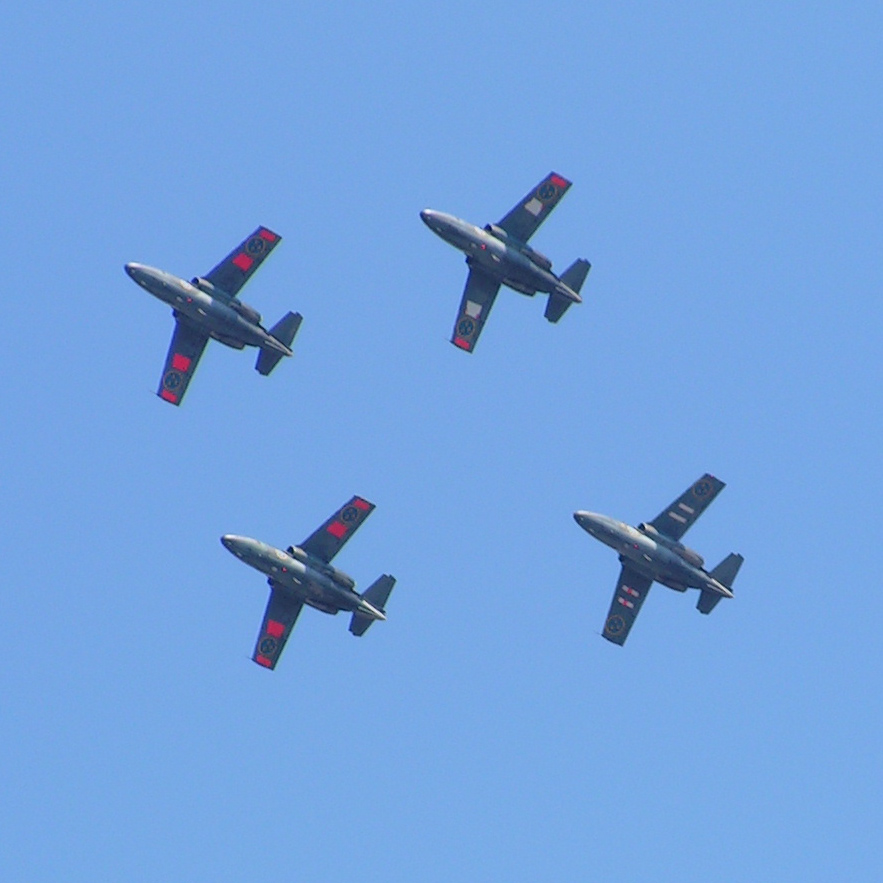
Quattro Saab 105 del Team 60 svedese in formazione.

Entrato definitivamente in servizio nel corso del 1967, il Saab 105 venne adottato esclusivamente dalla Svenska Flygvapnet e dall'Österreichische Luftstreitkräfte dando prova di elasticità operativa venendo impiegato (anche grazie a diverse modifiche che ne aggiornarono le caratteristiche, prolungandone la vita operativa) in ruoli diversi da quello inizialmente previsto di addestratore.
L'aeronautica svedese lo impiegò dapprima per compiti di attacco al suolo (nella versione denominata Sk60B), poi nel ruolo di ricognitore (Sk60C) con capacità secondarie di attacco (grazie alle capacità di carico offerte dai piloni subalari). Più di recente il velivolo, con abitacolo modificato per alloggiare 4 persone, è stato destinato anche a compiti di collegamento.
Il Saab 105 è utilizzato dalla pattuglia acrobatica Team 60, della Svenska Flygvapnet.

## Versioni

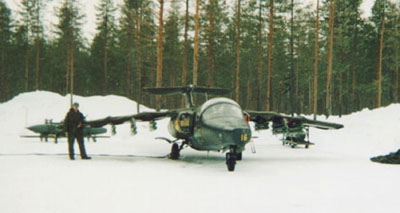
Uno Sk 60, in configurazione da attacco.

- Saab 105 : Designazione assegnata al prototipo; ne vennero costruiti due esemplari.
- SK 60A : biposto; impiegato come addestratore ed aereo da collegamento dalla Svenska Flygvapnet. Ne vennero costruite 149 unità.
- SK 60B : biposto; versione da attacco ottenuta mediante modifica di esemplari di Sk 60A.
- SK 60C : biposto; dotato di prua allungata per l'alloggiamento di apparecchiature fotografiche, venne destinato al ruolo di ricognitore ma manteneva capacità secondarie di operare in missioni di attacco al suolo.
- SK 60D : quadriposto; si tratta di 10 esemplari della versione Sk 60A modificati nel corso degli anni settanta e destinati a ruoli di trasporto/collegamento. In pratica, tra gli adattamenti studiati per la cellula del Saab 105, era prevista la possibilità di modificare, con una certa rapidità, la cabina di pilotaggio adattando una configurazione a quattro posti, mediante sostituzione dei due sedili eiettabili previsti all'origine. Furono realizzate due soluzioni alternative: una, più "spartana", con quattro sedili dotati di paracadute ed una, più "commerciale", con sedili paragonabili a quelli degli equipaggi degli aerei di linea ma senza la possibilità di avere i paracadute.
- SK 60E : quadriposto; in questo caso la modifica dell'abitacolo era caratterizzata da una strumentazione paragonabile a quella dei jet commerciali; includeva un sistema ILS e venne usata anche per l'addestramento dei piloti della riserva all'impiego di velivoli commerciali.
- SK 60W : biposto; a partire dal 1993 i velivoli delle serie Sk 60A, 60B e 60C sono stati oggetto di una sostanziale revisione che, come intervento principale, ha visto la sostituzione dei motori con una coppia di turboventole Williams FJ44. Questi motori sono più potenti rispetto agli originali e, allo stesso tempo, meno rumorosi, meno inquinanti e (non ultimo) di più facile manutenzione. Il primo velivolo di questa versione è stato portato in volo nell'agosto del 1995.
- Saab 105D : si trattava del progetto per una versione commerciale, studiata per uno target di clientela elevato. Non incontrò il favore del mercato e rimase allo stadio progettuale.
- Saab 105XT : il secondo prototipo del Saab 105 venne impiegato come dimostratore per una versione destinata all'esportazione. Basato sullo standard Sk 60B, venne dotato di turbogetti General Electric J85 da 12,7 kN.
- Saab 105Ö : si trattava della versione realizzata per la Österreichische Luftstreitkräfte sulla base del 105XT. Costruita in 40 esemplari, consegnati tra il 1970 ed il 1972.
- Saab 105G : il prototipo aggiornato come 105XT venne ulteriormente modificato con l'installazione di nuovi sistemi di avionica (comprendenti sistemi di precisione per missioni anti nave), dotato di una più recente (e potente) versione dei motori J85 ed equipaggiato con un'ala completamente modificata, sempre al fine di cercare compratori stranieri, ma senza risultati.
- Saab 105H : si trattava di una versione proposta alle Forze aeree svizzere, ma senza successo. Rimase allo stadio di progetto.
- Saab 105S : versione proposta alla finlandese Suomen ilmavoimat alla metà degli anni settanta, per un velivolo da addestramento. I finlandesi preferirono acquistare il britannico BAe Hawk.

Dati sulle versioni tratti da World Air Power Journal.

## Utilizzatori
Austria
- Österreichische Luftstreitkräfte

40 Saab 105ÖE ordinati (due lotti da 20 nel 1968 e nel 1969), consegnati a partire dal 2 luglio 1970 e ritirati dal servizio l'11 dicembre 2020.
 Svezia
- Svenska Flygvapnet

150 esemplari delle versioni SK 60A; SK 60B; SK 60C consegnati tra il 1966 e il 1968, che sono stati ritirati ufficialmente il 18 giugno 2024.

## Velivoli comparabili
Canada
- Canadair CL-41 Tutor

 Cecoslovacchia
- Aero L-29 Delfin

 Francia/ Germania
- Dassault-Dornier Alpha Jet

 Regno Unito
- BAC Jet Provost

 India
- HAL HJT-16 Kiran

 Italia
- Aermacchi MB-326

 Romania
- IAR 99

 Stati Uniti
- Cessna T-37 Tweet

 Jugoslavia
- Soko G-2 Galeb